# Ferdinand de Cunchy
Ferdinand Hilarion Ghislain de Cunchy (Hardinghen, 30 september 1830 - Villers-sur-Lesse, 12 april 1904) was een genaturaliseerde Belg, burgemeester en lid van de Belgische adel.

## Levensloop
Ferdinand de Cunchy werd met de Franse nationaliteit geboren, als zoon van cavalerie-kolonel Alphonse de Cunchy en gravin Maximilienne de Liedekerke Beaufort. De Franse familie de Cunchy droeg de titel van graaf vanaf de achttiende eeuw.
Hij werd in 1863 tot Belg genaturaliseerd. In 1871 verkreeg hij opname in de Belgische adel met de titel graaf, overdraagbaar bij eerstgeboorte.
Hij werd burgemeester van Villers-sur-Lesse en provincieraadslid voor Namen. Hij werd voorzitter van de provincieraad en gedeputeerde.
Hij bleef vrijgezel, zodat zijn overlijden in 1904 de uitdoving van zijn naam betekende.